# Stichting Februari 1941
De Stichting Februari 1941 probeert de herinnering aan het verzet in Nederland gedurende de Tweede Wereldoorlog, in het bijzonder tegen de vervolging van de joden, levend te houden.
De naam van deze in Amsterdam gevestigde stichting verwijst naar de Februaristaking in 1941. De Stichting Februari 1941 is opgericht door Henry Regeling (27 maart 1933 - 23 april 2004). 
Deze stichting probeert haar doel te bereiken door het vergroten van de kennis en het bewustzijn van de tragedie die zich in die jaren heeft afgespeeld gevoelens van naastenliefde en menselijkheid en een beter begrip tussen de volkeren te bevorderen.
De stichting was vanaf 1985 onder andere initiator en uitvoerder van "Adopteer een monument", in 2002 overgedragen aan het Nationaal Comité 4 en 5 mei, en het "Museumbus Project", waarbij klassen uit het voortgezet onderwijs een tegemoetkoming in de kosten van het busvervoer naar diverse verzets- en herinneringscentra wordt geboden.
In 1989 kreeg de stichting de Geuzenpenning.